# Escenas de matrimonio
Escenas de matrimonio était une série télévisée espagnole diffusée sur trois chaînes différentes lorsqu'elle existait : Telecinco de 2007 à 2011, Véo 7 en 2011 et Canal 43 qui fait des rediffusions d'épisodes périodiquement.

## Programme
Cette série a été adaptée en France à partir de 2009 par Alain Kappauf sous le titre Scènes de ménages.

## Distribution
- 2007 - 2008 : Miren Ibarguren
- 2007 - 2007 : Olalla Oliveros
- 2007 - 2009 : Daniel Muriel : Miguel
- 2007 - 2010 : Soledad Mallol : Marina
- 2007 - 2009 : David Venancio Muro : Roberto
- 2007 - 2010 : Marisa Porcel : Pepa
- 2007 - 2010 : Pepe Ruiz : Avelino
- 2007 - 2009 :  Emilia Uutinen : Desislava
- 2007 - 2009 :  Silvia Gambino (Liliane)